# サラカツァニ
サラカツァニ (ギリシア語: Σαρακατσάνοι,英語: Sarakatsani)はカラカチャニ (ギリシア語: Καρακατσάνοι,ブルガリア語: Каракачани,英語: Karakachani) とも記される、ギリシャの少数民族の一つである。伝統的な 移牧の羊飼いの人々で、元々はギリシャ人で、隣国のブルガリア、南部アルバニア、および北マケドニアでも少数の人々が暮らしている。歴史的には、ギリシャ本土のピンドゥス山脈やその他の山脈を中心に活動していたサラカツァニは、現在ではほとんどが移牧の生活を放棄し、都市の住民になっている。

## 名前
「サラカツァニ」という名前の起源について、最も広く受け入れられている説では、トルコ語の karakaçan (kara = '黒い'、kaçan = '逃亡者') に由来し、オスマン帝国時代に、帝国占領下の現在のギリシャの地にて、黒い服を着て山に逃げ込んだ人々を指していたという。その他の説として、サラカツァニの出身の村と推測されている Sakaretsi という村の名前から派生したとの説もある。

## 歴史と起源

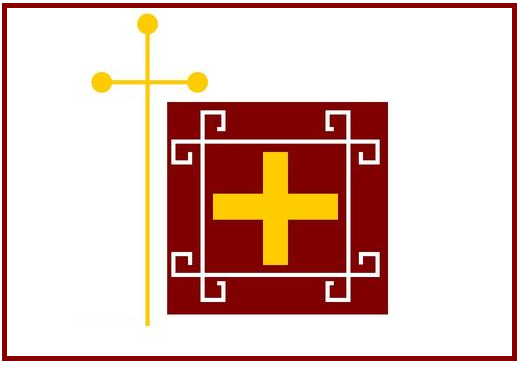
サラカツァニの旗(en)とされるもの

古代から中世の間の文献がない中で学者達は、言語学的な形跡と、伝統的な文化や社会経済的組織への幾つかの解釈を挙げて、サラカツァニはギリシャ人で、おそらく古代ギリシアの先住民の末裔ではないかと主張している。人気のある学説では、サラカツァニの言語やその物質文化に基づいて、山々の中で何世紀も離れて暮らしていたドーリア人の末裔、としている。
サラカツァニの起源は、今も多くの人々の永遠の関心事であり、人類学者によって幾つもの現場調査が続けられている。

### Accounts
19世紀の多くの記述では、サラカツァニと、ヴラフ人 や ロマンス諸語 を話す「他のギリシャの羊飼いの人々」などとの区別ができていない。多くの場合、サラカツァニは　ヴラフ人 と認識されていた。サラカツァニは明らかにギリシア起源であったが、Panagiotis Aravantinosは、別の民族集団である Arvanitovlachs を誤ってサラカツァニと呼んでいたことについて論じており、2つの集団の差異を調べ、Arvanitovlachs が実際には "Garagounides"または "Korakounides" という別の集団であることを述べている。サラカツァニは、Roumeliotes や Moraites とも呼ばれており、その名称は住んでいた地に基づいていた。初代ギリシャ国王オソン1世はサラカツァニを賛美することで有名で、その治世の初期にサラカツァニの女性との婚外子をもうけて Tangas と名付けた。
20世紀以降、多くの学者がサラカツァニの言語、文化、人種の背景を研究してきた。その中で、1920年から1925年の間にギリシャに2回旅行し、サラカサニの方言とナレーションを研究したデンマークの学者 Carsten Høeg は、最も影響力のある業績を残した。彼によるとサラカツァニの方言には、外国の影響が見当たらず、物質文化の中にも定住していた痕跡がないことを見出している。更に彼は、古典ギリシアにおいて、サラカツァニの遊牧生活に似た、遊牧民の例を探求していた。イピロス地域のサラカツァニを訪問し、ギリシャの他のいくつかの地域にも、定住する村を持たない集団がいることについて言及した。
ドイツの学者 Beuermann は、「サラカツァニは古代ギリシャ人の純粋な直系」とする Carsten Høeg の説を受け入れなかった。18世紀以前にはサラカツァニについて述べられたものは記されていないようであるが、それは必ずしもそれ以前に存在しなかったことを意味するものではない。「サラカツァニ」という言葉自体は、現在のギリシャ住人とは何世紀もの間、隔離して住んでいた人々に与えられた、比較的新しい総称である可能性が高い。
Georgakas (1949) と Kavadias (1965) は、サラカツァニは古典時代以前にギリシャの山岳地帯に住んでいた古代の遊牧民の末裔であるか、あるいは１４世紀ごろに元の定住地を追われて遊牧民になった者たちの末裔であると信じていた。ギリシャの民俗学者の Angeliki Hatzimihali はサラカツァニの人々と共に人生を過ごし、彼女の見出した牧歌的な生き方、社会組織と芸術形式が、ギリシャ文化の原型的であることを強調している。彼女はサラカツァニの芸術様式と古典ギリシャ以前の幾何学様式 と類似していることも指摘している。
イギリスの歴史家で人類学者の John K. Campbell は、1950年代半ばの研究でサラカツァニみつけたのとほぼ同じ条件と地域、彼らは常に住んでいなければならないという結論に達している。彼はまた、サラカツァニがギリシャ国家の中の特有の社会集団であることについて、彼らとヴラフ人の違いを強調している。彼はまた、ギリシャ国内の主要な社会集団としてのサラカツァニについて、ヴラフ人との差異に光を当てた。別のイギリスの歴史家の Nicholas Hammondはイピロスに住むサラカツァニに関する現地調査の結果、初期の東ローマ帝国治世にグラモス山脈やピンドゥス山脈地域に住んでいたギリシャ人の牧畜家の末裔と考えており、遅くとも１２世紀までにはその牧草地をヴラフ人に奪われていた。
サラカツァニの起源に関してはその他にいくつかの説がある。一つは、E. Makris (1990) は新石器時代以前に由来する人々と信じており、一方で、ロンドンの学者 John Nandris は遊牧民の複雑な歴史の流れの中に加えて論じており、その他にもアルノルト・ファン・ヘネップはサラカツァニと Yörüks を結び付けて考えている。

### サラカツァニとヴラフ人
ルーマニア人とアルーマニア人の学者たちは、サラカツァニとアルーマニア人の共通の起源について解き明かそうと努めてきた。アルーマニア人はヴラフ人としても知られており、ギリシャの主要な遊牧民族を構成し、東ロマンス語族のアルーマニア語 を話す。一方で、サラカツァニはギリシャ語の北部地方の方言を話している。
サラカツァニはギリシャにいるヴラフ人と地理的な分布を共有しているが、サラカツァニは更に南にも分布している。2つの集団の差異にもかかわらず、遊牧という共通の生活様式から、お互いを混乱しがちである。更に、ギリシャでは東ローマ帝国時代以来、「ヴラフ人」という言葉が、すべての遊牧民を区別なく参照するための言葉として使用されてきた。加えて、サラカツァニなどの遊牧民社会では自分達の下言語を破棄してすべてギリシャ語に置き換えてしまい、2、3世代のうちに方言となってしまったのではないか、との推定があることにも注意しなければならない。
John Campbell が1950年代のサラカツァニの現地調査の結果、サラカツァニはヴラフ人（すなわち アルーマニア人や Arvanitovlachs も含む）とは異なる位置づけにあると述べている。ヴラフ人 は通常ギリシャ語とアルマーニ語の両方を話すが、サラカツァニの人々の間ではギリシャ語のみを話し、その他の言語は知られていない。彼はまた、沿岸平原での冬の放牧に利用できる限られた地域への圧力が高まり、牧草地の使用に関する2つのグループの間で紛争が起こったと主張している。 John Campbell は、沿岸平原で冬の放牧に利用できる地域は限られており、争いの圧力が高まり、牧草地の使用をめぐって2つのグループの間で紛争が起こってきたとも主張している。それに加え、彼が調査している間、多くのヴラフ人は牧羊業をしない村に住んでいたことが多く、サラカツァニとは異なる芸術形態、価値観、制度を示していた。サラカツァニは、娘たちに負担をかけ、女性に低い地位を与え、より厳格な家父長制構造に固執するという点でもヴラフ人とは違っている。
Gheorghe Bogdan は、言語や伝統から見て、サラカツァニはギリシャ語に同化したヴラフ人の末裔であるとしている。
サラカツァニ自身は、常にギリシャのアイデンティティを強調し、ヴラフ人との関係を否定する。ヴラフ人もサラカツァニを自分達とは別の民族集団として、Graeci（すなわちギリシャ人）と呼ぶ。アルマーニ人 はギリシャ語を話す人々と自分達を区別して、自らを「Armânji」と呼ぶ。

## 文化
現在では、ほぼ全てのサラカツァニは遊牧民の生活様式を放棄し、現代ギリシャの生活に同化しているが、自らの文化遺産を保存する努力を続けている。伝統的なサラカツァニの住居、服装、衣装は、ギリシャ全体の伝統的な文化遺産の中で、独自の社会的、文化的な集団であることを明確に示しており、ギリシャ内の少数民族とはみなされていない。サラカツァニの民俗芸術には、歌や、踊り、詩の他、伝統的な衣装にみられる、古典ギリシャ以前の幾何学様式に似た、木や刺繍にみられる装飾がある。医学面では、ハーブ、ハチミツ、子羊の血によるいくつかの伝統医学を用いている。

### 言語
サラカツァニはギリシャ語の北部地方の方言である、サラカツァニカ(ギリシア語: Σαρακατσάνικα,英語: Sarakatsanika) という言語で話す。この言語には、現代ギリシャ語諸種には残っていない古代ギリシア語の要素が多く含まれている。Carsten Høeg はサラカツァニの言葉には、発音にも文法構造にも目立った外国語の跡は見られないと述べている。サラカツァニカにも牧畜に関するアルマーニ語起源のいくつかの言葉があるが、サラカツァニの方言へのアルーマニア人の影響は、最近になってからの交流や経済的な相互依存関係の結果である。

### 親族とその名誉

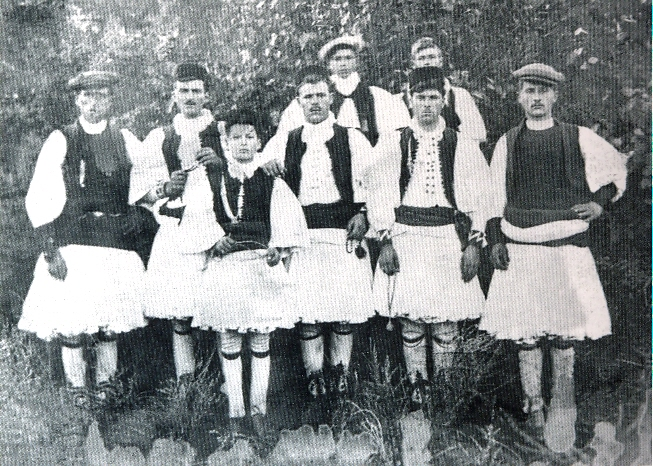
サラカツァニの男たち ギリシャ・西マケドニア (1935).

サラカツァニの親族関係は、強い父系制 に基づいている。家系図を辿るときには父系のみであり、家族同士の関係を定めるに当たっても、男性の母方と父方の祖父母の子孫だけを親族と考える対象としている。いとこ、はとこ、より離れると親族に数えていない。親族 内で、家族は重要な単位であり、協力し合う集団である。一組の夫婦が家族の核心であり、家族には未婚の子孫、既婚の若い夫婦と妻を含む。サラカツァニの親族は、その名誉に基づき、共有する義務と協力のネットワークを構成している。
サラカツァニの婚姻には計画性があり、同じ親族同士では結婚できない。花嫁は、家庭用家具、衣類、最近では羊或いはその同等物の現金を結婚式に持参することとなっている。それに対して花婿からは、その父親から自分の取り分の家畜の群れをわりあてられるが、結婚から数年間は父方の家庭で共同で運営にあたる。新婚夫婦は、最初は夫の実家の近くで居を構えるが、　共通に保たれている、彼の父親が抱く羊の彼の分担です。 新婚夫婦は当初、夫の家族の近くで居住しているが、離婚や再婚でどうなるかについては知られていない。
名誉の概念はサラカツァニにとって非常に重要であり、家族の一人の行動は、家族全員に反映されます。それ故、世論に否定的な行動は回避することとなり、コミュニティ全体が保有する妥当性の価値と基準に従うことが、強い意識付けとなっている。男性は家族の名誉を守る義務を負っており、家族の行動を見守っている。

### 宗教
サラカツァニはギリシャ正教徒で、ギリシャ正教会に属している。
サラカツァニは、季節移住の直前の時期である春遅くと冬の始まりの、聖ゲオルギオスの日と聖デメトリオスの日を祝う。特に聖ゲオルギオスの日には聖者に羊をささげ、家族で饗宴を催す。クリスマスやイエス・キリストの復活にも儀式が行われ、イースターの週はサラカツァニのの宗教的生活の中で最も重要な儀式の時期である。正式なキリスト教の暦の外には、結婚式と葬儀が儀式として行われる。葬儀では、死者の直系家族だけでなく、最大の範囲の親族が関わる儀式であり、教会の慣行に沿って行われる。喪は女性、何よりも未亡人において顕著にみられる。

### 遊牧生活
サラカツァニは伝統的に山中で夏の季節を過ごし、冬には下の平野に戻る。移住は4月の聖ゲオルギオスの日の前夜から始まり、平野に戻るのは10月26日の聖デメトリオスの日に始まる。理屈ではサラカツァニは常に遊牧民であったわけではないが、オスマン帝国の統治から逃れるため、厳しい遊牧生活に移っていった。サラカツァニは、ギリシャの内陸のいくつかの山岳地帯にみられる。ギリシャ北部のいくつかの集団は、20世紀半ばまでは、国境を接しているアルバニア、ブルガリア、かつてのユーゴスラビアといった隣の国の山々にも、夏の間に移牧することができた。1947年以降、冷戦が始まり国境が封鎖されたため、一部のサラカツァニは他の国に閉じ込められ、ギリシャに戻れなくなった。
伝統的なサラカツァニの集落は、夏と冬の間の放牧地上またはその近くに位置していた。最も典型的な住宅は、枝の枠組みと茅葺き屋根で覆われたドーム型の小屋で、次いで、木の梁、茅葺きの矩形の構造であった。 両方の形式共、住居の中心部は石の床、床と壁は泥とロバの糞で塗り固められていた。1930年代後半以降は、国家からの国民としての登録の必要上、サラカツァニのほとんどが夏の放牧地を法律上の住居とし、その多くはそこに恒久的な家を建てることとなった。

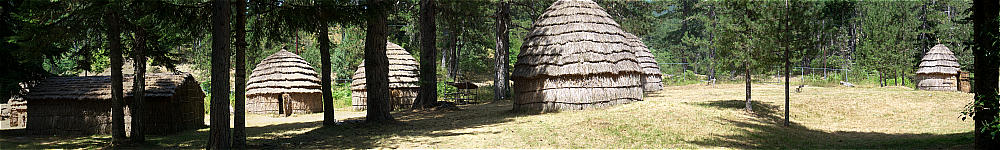
再生されたサラカツァニの小村（イピロスのSkamnel村)

彼らの伝統的な集落は、一般には親族や婚姻関係で結ばれた、互いに協力しあう家で構成されている。牧草地に近い平らな土地に集落を建て、近くに補助的な建物を建てる。この形式は、「スタニ」(ギリシア語: στάνη,英語: stani)と呼ばれ、借地を共有する協同組合を指す用語でもある。参加している家族の長は、各シーズンの終わりに、土地の賃借の元契約者である「スタニのリーダ」（tselingas）に費用を支払う。 個人の財産は、一般的には家族の男性が継承する。家財道具等は娘たちに渡されることもあるが、息子たちによって親が所有する羊の群れと財産を分担して継承する。
彼らは年中、羊の群れの対応をしている。男性や少年達は通常、剪定や搾乳のような群れの保護と全般的な注意に責任を持ち、女性達は住居や羊と山羊の小屋を建て、育児、および他の家事（羊毛の調製、紡績、染色を含む）に従事し、鶏の世話で得られる卵は唯一の個人的な所得源である。また女性は家庭の野菜園を営み、自生のハーブでも食事を補っている。少年たちが羊の世話の手伝いができる年頃になると、彼らは父親に同行し、これから必要となる技術を教えこまれる。同様に女の子たちも母親の姿を見て、助けてもらいながら学んでいく。

## 人口統計
20世紀半ばまではサラカツァニはギリシャの多くの地域に散在していて、ギリシャ北部の地域のサラカツァニは夏の間にアルバニア、旧ユーゴスラビア の南部、ブルガリア、トルコの東トラキアなどの隣の国にしばしば越境していた。1940年代にはこれらの国境が閉鎖され、少数のサラカツァニがギリシャ国外に定着せざるを得なくなった。今日、サラカツァニの大部分はギリシャに住んでおり、ブルガリアにも現在も多少住んでいる。アルバニアと北マケドニアには、人口に関するデータがない。
サラカツァニの正確な人口は長年にわたり確認が困難であった。その理由は、夏と冬に分散移住しており、国勢調査でも区別して取り扱われておらず、また、しばしば他の集団、特にヴラフ人と混同されていた。それでも 1950年代半ばにはその数はギリシャでは8万人と推定されていたが、多数のギリシャ人がすでに都市化の過程を開始していた時期であり、すでに牧畜業をやめてしまっていたサラカツァニの人々の数は判っていない。
サラカツァニの人々は、主にギリシャ本土のいくつかの地域、具体的にはピンドゥス山脈と南へ広がるギオナ山、パルナッソス山、中央ギリシャのパネトリコ山脈、エヴィア島、ペロポネソス半島の北部の山々、ギリシャ領内のロドピ山脈とトラキアと北マケドニア、オリンポス山とオサ山付近で確認される。サラカツァニの大半は、遊牧民の生活様式を放棄してしまっており、村に定住し、さらに若い世代の多くはギリシャの主要都市に移住していった。

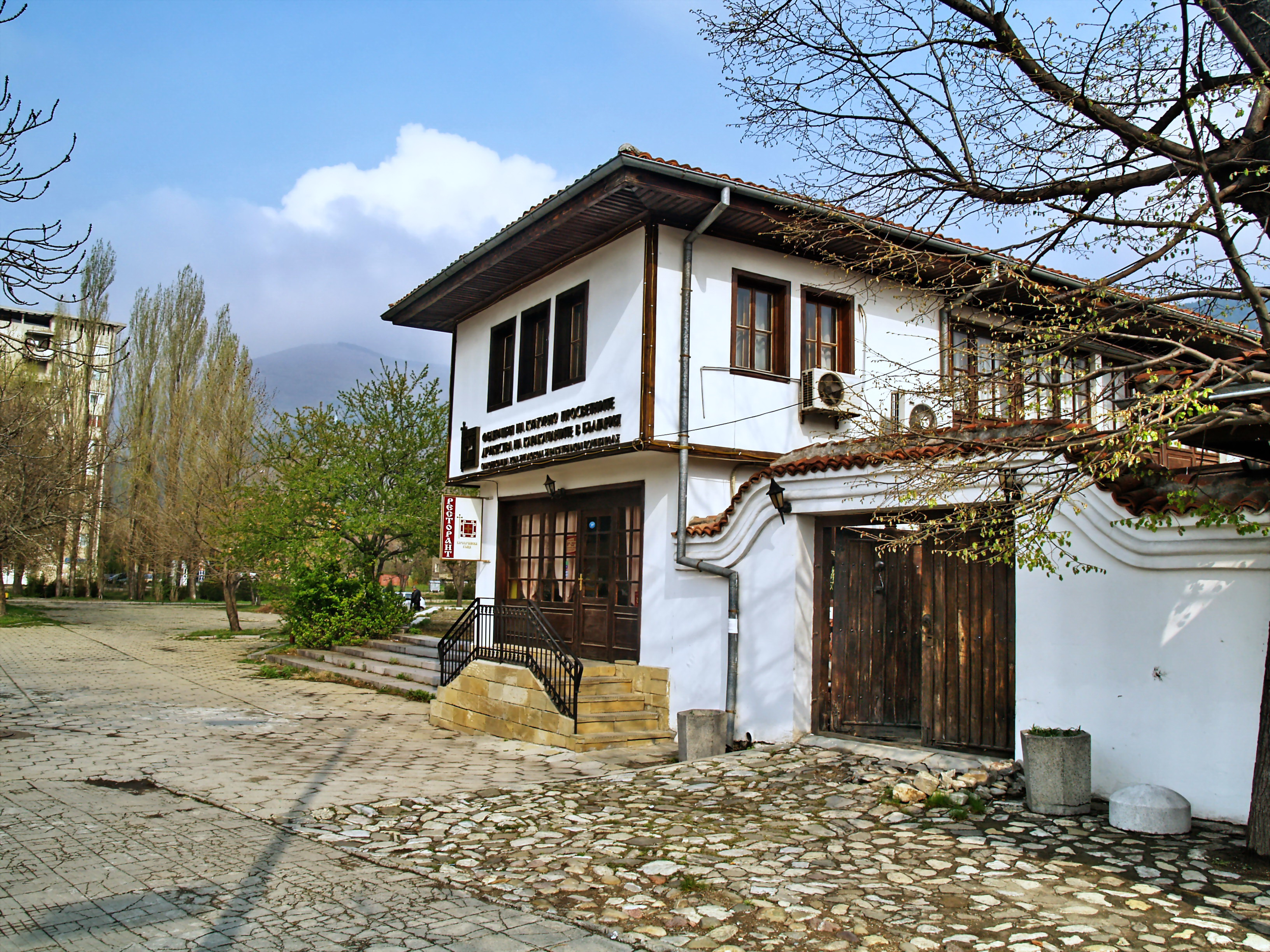
ブルガリアのサラカツァニの「連合(federation)」の所在, スリヴェン（ブルガリア）

ブルガリアでは、2011年の国勢調査にて、2,556人がサラカツァニ(ブルガリア語: каракачани,英語: karakachani)と識別されていたが、2001年の国勢調査時の 4,107 人から大きく減っている。但し、実際の人口は 25,000人程度いるのではないかとみられている。バルカン山脈のなかでは、リラ山脈とブルガリア北東部にほとんどが住んでいる。1991年には、the Federation of the Cultural and Educational Associations of Karakachans がスリベンで結成されている。
ブルガリアのサラカツァニは、自らを「（純粋な）ギリシャ人」と考えている。ブルガリアに住んでおり、先祖もブルガリアで生まれている場合もあり、自らを「ブルガリアのKarakachans」とも呼んでいる。彼らのギリシャ方言と自己認識にもかかわらず、ブルガリア政府はサラカツァニを他のブルガリア在住のギリシア人とは別の民族集団と見做している。ブルガリア人はサラカツァニは、おそらくヴラフ人またはスラヴ人起源である、と考えている。ブルガリアでの他の説では、「サラカツァニは山の中で孤立していたため、スラヴ人化されなかった、ギリシャ化されたトラキア人の子孫である、と主張している。
北マケドニアにおけるサラカツァニの情報は乏しい。恐らく、「サラカツァニのギリシャ起源」を元に、ギリシャから現状の国家の領土に対しての新たな主張が出てくるのを避けるためと推測される。かつてはビトラ近くの山々やスコピエ南方の山岳地帯、さらに北のコソボ辺りにもいたと言われている。

## 流浪と儀式
旅行記者の Sarah Wheeler は著書「An Island Apart」の中で、エヴィア島にいるサラカツァニの末裔を辿っている。末裔はポロス島にもいる。以下、引用。

魅惑的で不思議な起源をもつ、神出鬼没で、超然とした、この移牧民達に私は魅了された。彼らはバルカン山脈中に広がり、その中でも特にギリシャ本土の北部のピンドゥス山脈とロドピ山脈の山々との強く結びついてきた。1950年代には彼らは約8万人いた。一年の半分を牧草地で、残りの半分を平地で過ごしていた。彼らの根無し草のような感覚は、日々の生活の全ての様相においてみられる精巧な儀式によって平衡を保たれていた。エヴィア島とポロス島は、サラカツァニが使用した島である。また、ポロス島は（恐らくアイギナ島と共に）彼らがたどり着いた最南端の地であった。エヴィア島では、今世紀に至るまで、彼らはハルキスとキミを結ぶ線の北側の Ayianna辺りまでの一画でしか出会うことはできなかった。Skiloyanni 辺りの集落には、この島ではサラカツァニが最もぎっしりと集まって住んでいるところである。kandili 山には５０のサラカツァニの家族が暮らしており、精緻な衣装を纏って松脂採りの仕事をしていた。ほんの数十年前位にサラカツァニ女性たちを撮った写真では、伝統衣装を身に纏い、ウィグワム型の小屋の外に座って帽子を織る姿があった。彼らの多くは全く「非ギリシャ人」の外見で、美しく、それはあなたが今見ている金髪からもわかるだろう。
サラカツァニは、移住先の先住民族から様々な名前で知られており、通常は、その名前は「どこから来たのか」に基づいていた。そして、エヴィア島では、中央ギリシャを指すルメリアの名に従い、一般に Roumi、Romiまたは Roumeliotes と呼ばれていた。人々はしばしばサラカツァニを誤ってヴラフ人と言った。彼らは現在、主に農民として、彼ら自身の恒久的な牧草地と共に定住しています。彼らの物語は総合的な同化の一つである。

## 著名なサラカツァニ
軍人
- Antonis Katsantonis（英語版）: クレフテス
- Georgios Karaiskakis（英語版）: ギリシャ独立戦争の英雄
- Anastasios Karatasos（英語版）: ギリシャ独立戦争の指揮官
- Dimitrios Karatasos（英語版）: ギリシャ独立戦争のリーダー

政治家
- Alexandros Karathodoros（英語版）:
- Lefteris Zagoritis（英語版）:
- Georgios Souflias（英語版）:
- Dimitris Koutsoumpas（英語版）: ギリシャ共産党総書記

## ギャラリー

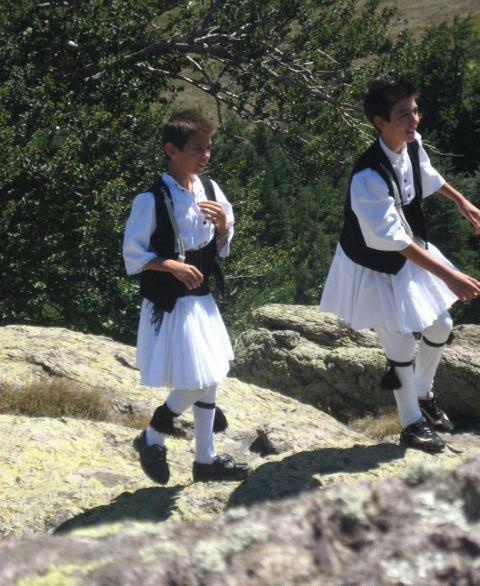
フスタネーラを纏ったサラカツァニの子供たち
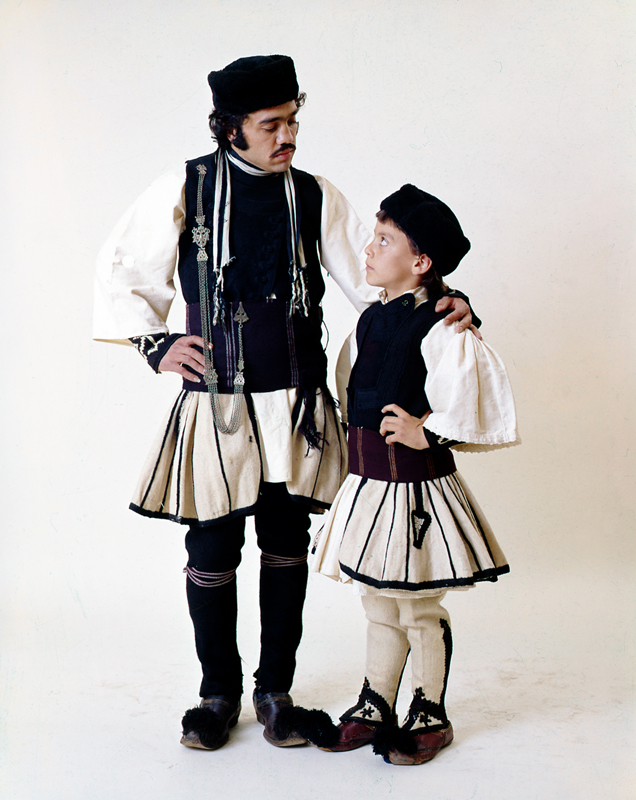
サラカツァニの伝統衣装をまとったトラキア地方の男性と少年(PFF アーカイブより)
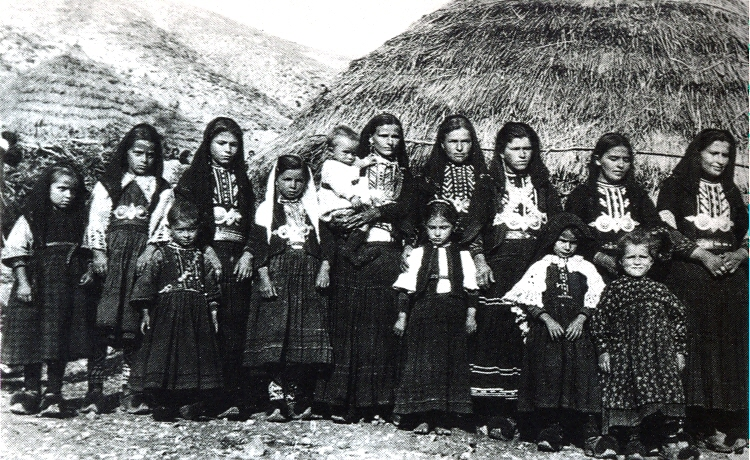
イピロス地方のサラカツァニの女性と少女たち(1922年)
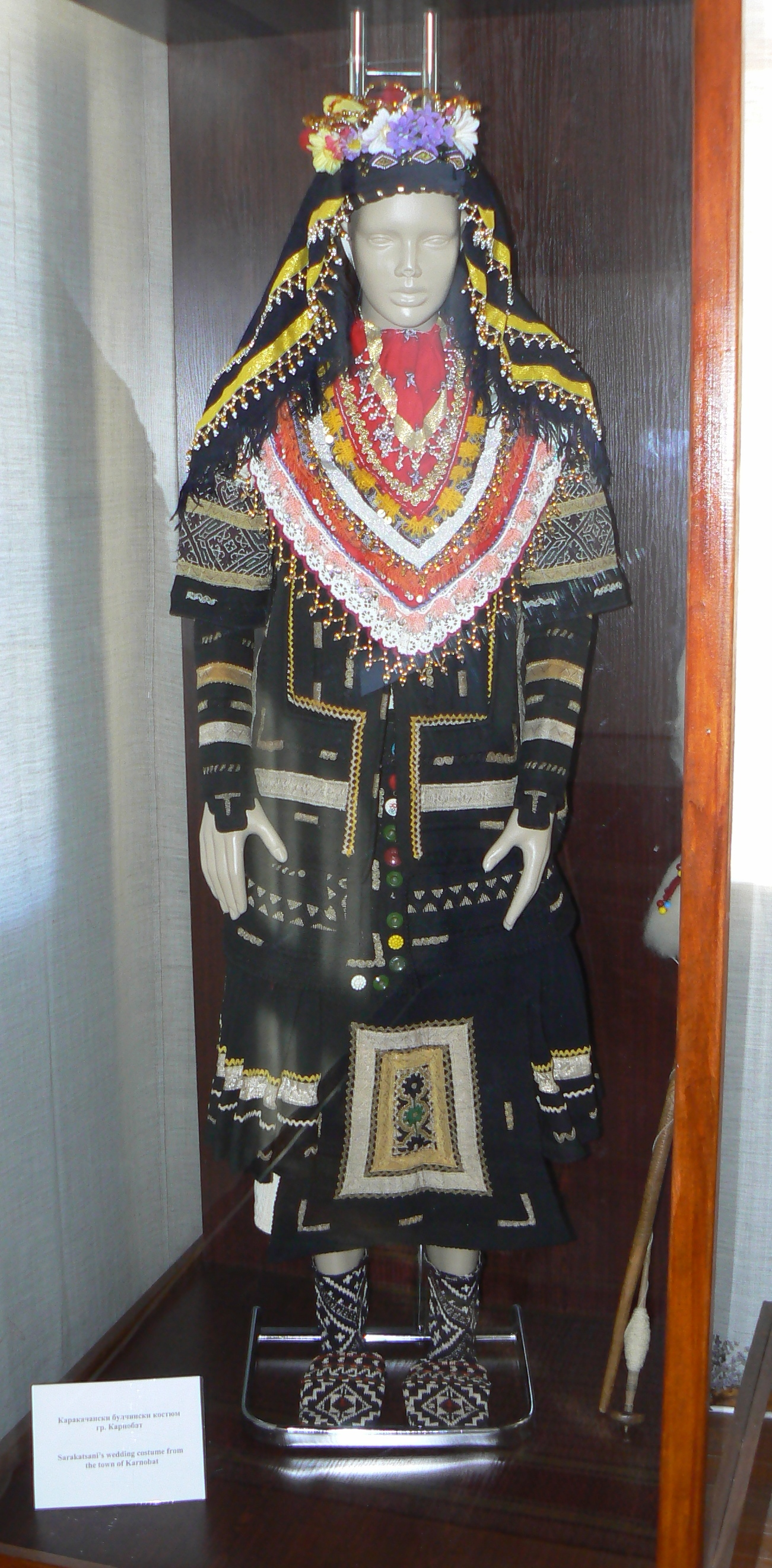
カルノバト のサラカツァニの女性の婚礼衣装